# カンパニュラ・ミラビリス
カンパニュラ・ミラビリス（Campanula mirabilis）は、キキョウ科ホタルブクロ属の多年草。南コーカサスを原産とする。特にジョージアのアブハジア自治共和国を流れるブジピ川の渓谷に生育しており、「アブハジアの植物の女王」とも呼ばれている。6月から8月にかけて色鮮やかな青い花を咲かせることで知られており、1株で100輪の花を咲かせる。

## ギャラリー

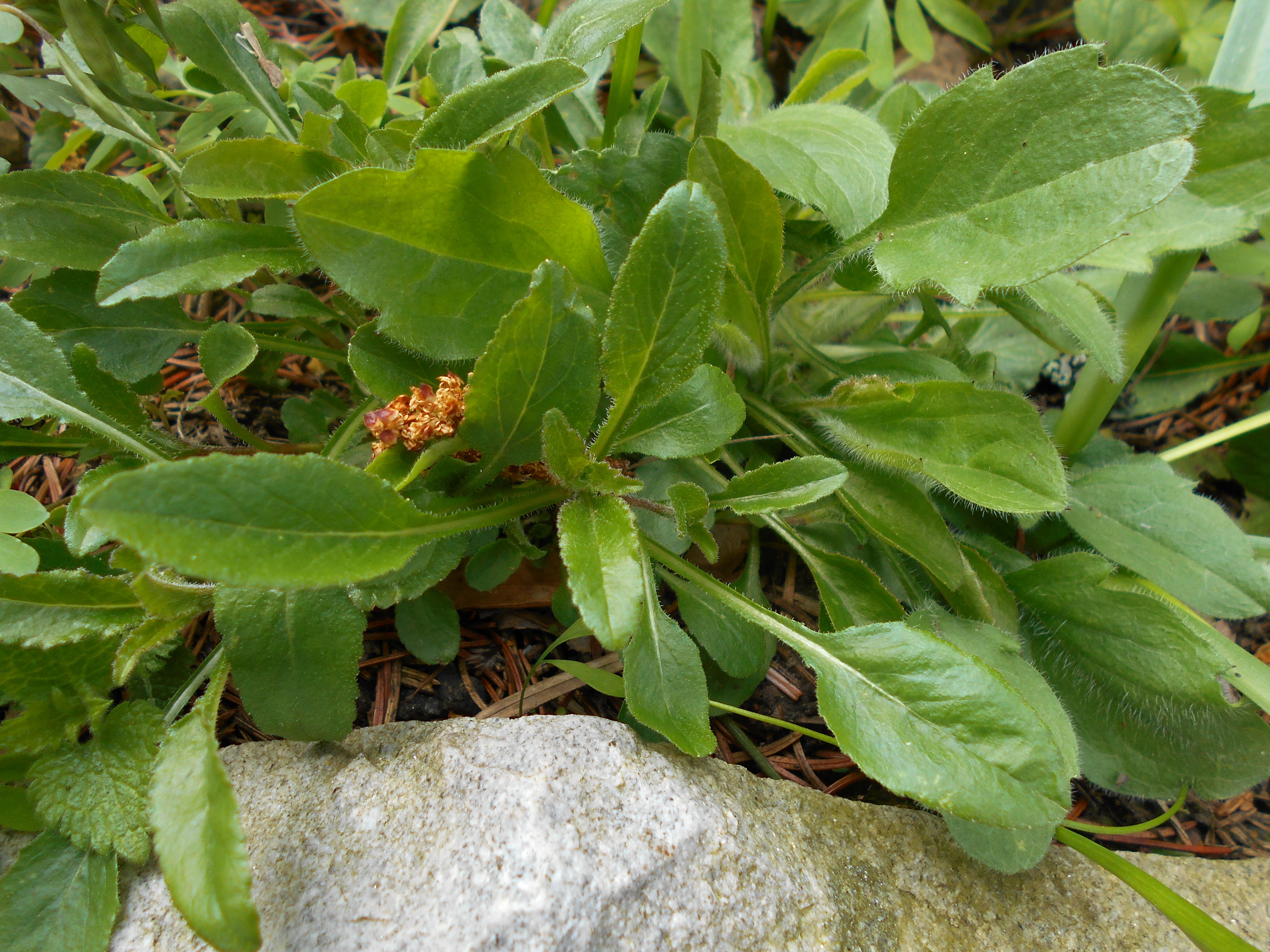
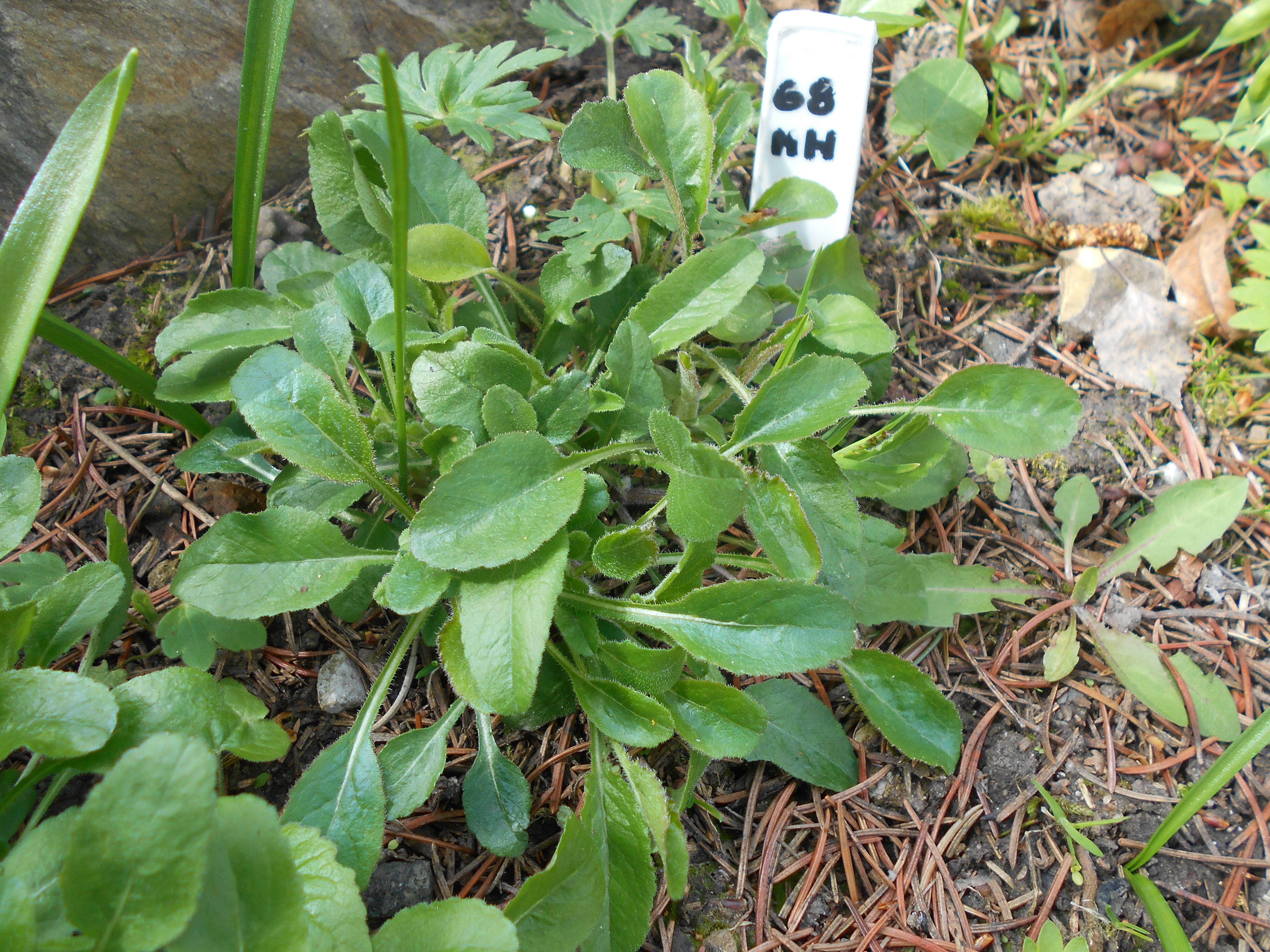